# 神光援団紳士録
『神光援団紳士録』(しんこうえんだんしんしろく)は、岩田康照による日本の少年漫画作品。

## あらすじ
スポーツの名門、神光高校の応援団にチアリーダー目的で入団した軽い男、杉山ヒデキチ。
そんな彼も応援団の先輩たちや仲間たちと接していくうちに、熱い熱い応援団の魂を引き継いでいく…。

## 概要
週刊少年ジャンプで連載していた作品で、少年ジャンプでは珍しい応援団を扱った作品となっている。
首都圏が舞台の作品が多いジャンプ作品としては珍しく、兵庫県が舞台となっており実在する地名も多数登場する。そのため、作者は神光高校のモデルと思われる神港高等学校の卒業生ではと推測する読者も多かったそうだが、巻末コメントによると卒業生ではないとのこと。
第1話では3年生団員が最低でも5人はいるような描写があったが、実際の3年生団員は3人だけである。

## 応援団
作品の舞台となる神光高校は甲子園の常連校で優勝経験もあるなど、スポーツの名門校である。その中でも特に注目される存在なのが応援団であり、テレビ局などの取材の申し入れもあるが応援団の方針で全て断っている。
応援団に入ればチアリーダーと親密になれるという話は有名らしく、毎年応援団には数多くの入部希望者が殺到する。入部希望者は根性のありそうな者からオタッキーまで様々だが、例年応援団に残れるのは数人程度である。
上下関係は非常に厳しく、3年生は神で2年生は人間、1年生は糞というほどで1年生への扱いは非常に悪く、合宿の目的地まで走って行かされたりするなど無茶をさせられることも多い。
応援団の特訓には様々なものがあり、中でも代表的な特訓が腰に括りつけた紐をプールの対岸にいる上級生が引っ張るというもの。一見すると簡単そうだが上級生の力は凄まじく、武田達2年生は1年かけて耐えられるようになったが1年生たちはまともに耐えることもできずに何度もプールに落とされるほど。しかし、これでも昔と比べるとぬるくなったらしく、現在はプールに背を向けて前かがみになって踏ん張るスタイルだが、北原が応援団にいた頃はプールに向かって仁王立ちの状態で踏ん張っていたとのこと。
基本的には学校に迷惑をかけないためにトラブルを起こさないことを方針としており、多少のイザコザは黙って耐えなければならない。ただし、ここでやらなければ男がすたるという時だけは別とのこと。
文武両道を方針としており、赤点1つでも取ろうものなら即退団という厳しい規則を設けている。ちなみに神光高校の赤点は30点未満。
前述のチアリーダーと親密になれるという話だが、ヒデキチたちは入団した頃くらいから疑いだしていたが、実際に応援団員たちには軒並みチアリーダーの彼女がいる者が多い。

## 登場人物
杉山ヒデキチ
神光高校1年生で本作品の主人公。応援団になればチアリーダーと親密になれるという噂を聞き、軽い気持ちで応援団に入部する。当初は不真面目な態度が目立ったが、先輩達の応援団としての姿を見て真面目に取り組むようになる。勉強は全くできず、九九すらままならない状態で、神光高校へはマークシートで鉛筆を転がして黒く塗ってたら合格したとのこと。しかし、暗記力は驚異的でテストで学年トップを取るも忘れるスピードも人一倍早い。最終話では3年生になって5人全員が応援団に残っているが、その中でも一際精悍な顔立ちになっており、初登場時とは別人のように成長したことが窺える。
大石セイジ
神光高校1年生で応援団員。ヒデキチとは中学時代からの友人で、一緒にいることが多くヒデキチのことを「ひできっちゃん」と呼ぶ。
国松吉行
神光高校1年生で応援団員。中学時代は応援団長をしており、神光高校には応援団に入るために入学した。他の1年生部員とは異なり、当初から心構えがしっかりしていた。しかし、応援団での特訓時は他の1年生と比べても目立った部分がなく、団長の采能に「パッとしないやつ」とハッパをかけられるも、他校の不良に絡まれた時は極力トラブルを起こさないという応援団の教えを守って耐え抜き、団長から一目置かれる。
鶴尾行宏
神光高校1年生で応援団員。港中出身。通称デブゴン。太っていてよくお菓子を食べている。関西弁を喋るキャラが多い作中では珍しく、基本的には標準語で喋る。中学時代はいじめられっ子で『ぶーたん』というあだ名をつけられ、ぶーたん語という語尾に「ブー」がつく喋り方をさせられていた。他の団員と比べて運動能力や心構えに難があるが、中学時代のいじめっ子たちに応援団の悪口を言われた際は本気で怒るなど、応援団の仲間を大切に思っている。
辻本栄助
神光高校1年生で応援団員。岬中出身。通称パンチラ。硬派そうな顔立ちとは裏腹に、常にパンチラのシャッターチャンスを狙っている。
武田
神光高校2年生で応援団員。メガトン級だと自称するビンタは強力で、このビンタで数多くの入団希望者を一気に5人にまで減らした。ヒデキチたちの教育係で、当初は心構えがなっていない1年生（特にヒデキチ）ばかりで愕然としていたが、徐々に応援団員として成長していくヒデキチたちを認めるようになる。
采能
神光高校3年生で応援団長。応援団の中でも特に礼儀と方針を重んじており、団員の礼節を欠く態度や言動には非常に厳しい。また、それ以上に自分に厳しく、合宿時には不良に絡まれ頭を踏まれて唾を吐きかけられても耐え抜いた。
三浦
神光高校3年生で副団長。応援団の中では比較的我が強い方で、基本的に売られた喧嘩は買うタイプ。
北原
神光高校OBの元応援団長で、応援団では伝説となっている人物。既婚で息子がいる。現在は金融会社でサラリーマンをしているが仕事ができる方ではないらしく、よく上司に怒鳴られている。その様子を見かねた先輩社員の勧めで、気分転換もかねて母校を訪問することに。現役応援団員たちからは憧れの存在で、一緒に特訓に参加させられるも、酒やたばこもやり運動不足な上にブランクのある体ではついていけず、マラソンでは団員たちに置いていかれる。その途中、見失った北原を探す為にヒデキチが腰につけていた重りを近くの車のボンネットに置くが、車に乗っていたヤクザに絡まれる。ヒデキチが車に引きずり込まれそうになった所を他の団員が発見し助けようとするも、1、2年生団員総出でも敵わなかったが、かつて北原が高校時代にボコボコにした相手で追いついた北原を見ると頭を下げてあっさり退散した。このことで、団員達からより強く尊敬されるようになる。
旅館の女将（名前不明）
応援団が合宿に使用している須磨にある旅館の女将。例年、1年生は旅館まで1時間という時間制限付きで走らされるが、道中にスタンバイし怪我をしたように見せかけ、1年生団員達が自分を途中にあった病院まで引き返して運んでくれるかどうかを試すのが毎年楽しみだと言う。応援団は宿泊費を渡そうとするも、断固として受け取らない。北原の事も覚えている事から、応援団とはそれ以前からの付き合いのようである。

## 脚註
1. ↑  当初、ヒデキチたちは何かとその時だと判断して喧嘩をしようとしていた